# 안토노프 An-71
안토노프 An-71(NATO 코드명: Madcap)은 An-72 수송기에서 개발된 소련 공군의 VVS-FA (전투폭격기) 부대와 함께 사용하기 위한 소련의 AWACS 항공기이다. 프로그램이 취소되기 전에는 세 개의 프로토타입이 제작되었다.

## 제원
- 승무원: 6 명
- 길이: 23.5m (77 피트)
- 윙스 팬: 31.89 m (104 ft 7 in)
- 높이: 9.20 m (30 ft 1 in)
- 동력 장치: 1 x Rybinsk RD-38A 터보 제트, 31.9 kN (7,870 lbf)
- 동력 장치: 2 × 진행 D-436K 터보 팬
- 최대 속도: 650 km / h
- 순항 속도: 530 km / h

## 같이 보기
- 안토노프 An-72
- 안토노프 An-74
- 안토노프 An-148